# Юршхолм
Юршхолм (на шведски: Djursholm) е град в лен Стокхолм, Югоизточна Швеция. Главен административен център на община Дандерюд. Юршхолм е предградие (град-сателит) на столицата Стокхолм. Намира се на около 15 km на север от централната част на Стокхолм. Получава статут на град през 1901 г., а през 1914 г. получава статут на търговски град (на шведски шьопинг). Има жп гара. Населението на града е 8819 жители според данни от преброяването през 2008 г.

## Известни личности
Родени в Юршхолм
- Юхан Банер (1596 – 1641), пълководец

Починали в Юршхолм
- Ханес Алфвен (1908 – 1995), физик
- Гунар Бьорнстранд (1909 – 1986), актьор